# Fabula
Fabula (lat. fabula = pripovijest, priča) je naziv za sažeto prepričano književno djelo. U fabuli se prilikom opisivanja, odnosno prepričavanja, tog teksta koriste važni detalji, koji će pomoći slušatelju kako bi stekao svoju sliku o junacima i događajima tog djela. Najčešće se koristi za opis kraćih tekstova, za prepričavanje dužih tekstova se koristi siže, zasnovan samo na pukom opisu radnje i glavnih likova.
Fabula se koristi i da bi se dotakli motivi određenog djela i stekla se glavna misao i poruka djela. Na osnovu fabule se prilikom analize lako određuje i tema teksta, jedna od najbitnijih stvari suvremene analize književnih djela. U fabuli se opisuju uzročno-posljedični događaji, ali i sporedni i manje važni. Često je ljudi poistovjećuju sa "sadržajem", što ipak nije sasvim točno.